# Eustrotia nigra
Eustrotia nigra là một loài bướm đêm trong họ Noctuidae.